# 2012-es Italiacom Open
A 2012-es Italiacom Open női tenisztornát Palermóban rendezték meg 2012. július 9. és 15. között. A verseny International kategóriájú volt. A mérkőzéseket vörös salakos borításon játszották, 2012-ben huszonötödik alkalommal.

## Győztesek
Egyéniben a hazai pályán játszó Sara Errani szerezte meg a tornagyőzelmet, miután a döntőben 6–1, 6–3-mal jobbnak bizonyult a nyolcadik kiemelt Barbora Záhlavová-Strýcovánál. A néhány héttel korábban Roland Garros-döntőig jutó teniszezőnő összességében a hatodik, ebben az esztendőben a negyedik egyéni diadalát aratta Acapulco, Barcelona és Budapest után, így ő lett az első olasz játékos, aki négy tornagyőzelemig jutott ugyanabban a szezonban. A korábbi rekord a 2011-ben három versenyt megnyerő Roberta Vinci nevéhez fűződött.
Párosban a Renata Voráčová–Barbora Záhlavová-Strýcová-kettős diadalmaskodott, a 104 percig tartó fináléban 7–6(5), 6–4-re felülmúlva a Darija Jurak–Marosi Katalin-duót. A két cseh játékos a 2010-es linzi verseny után második közös sikerüket érték el, Záhlavová-Strýcovának összességében ez már a tizenhetedik, Voráčovának a nyolcadik WTA-győzelme volt párosban.

## Döntők

### Egyéni
Sara Errani –  Barbora Záhlavová-Strýcová 6–1, 6–3

### Páros
Renata Voráčová /  Barbora Záhlavová-Strýcová –  Darija Jurak /  Marosi Katalin 7–6(5), 6–4

## Világranglistapontok
| Eredmény           | Egyéni | Páros |
| ------------------ | ------ | ----- |
| Győzelem           | 280    | 280   |
| Döntő              | 200    | 200   |
| Elődöntő           | 130    | 130   |
| Negyeddöntő        | 70     | 70    |
| 16 között          | 30     | 1     |
| 32 között          | 1      | –     |
| Főtáblára jutás    | 16     | –     |
| Selejtező (döntő)  | 10     | –     |
| Selejtező (2. kör) | 6      | –     |
| Selejtező (1. kör) | 1      | –     |

## Pénzdíjazás
A torna összdíjazása a többi International versenyhez hasonlóan 220 000 amerikai dollár volt. Az egyéni bajnok 37 000 dollárt, a győztes páros együttesen 11 000 dollárt kapott.
| Eredmény           | Egyéni   | Páros    |
| ------------------ | -------- | -------- |
| Győzelem           | 37 000 $ | 11 000 $ |
| Döntő              | 19 000 $ | 5750 $   |
| Elődöntő           | 10 200 $ | 3100 $   |
| Negyeddöntő        | 5340 $   | 1650 $   |
| 16 között          | 2950 $   | 860 $    |
| 32 között          | 1725 $   | –        |
| Selejtező (döntő)  | 860 $    | –        |
| Selejtező (2. kör) | 460 $    | –        |
| Selejtező (1. kör) | 265 $    | –        |